# Hemihyalea battyi
Hemihyalea battyi är en fjärilsart som beskrevs av Rothschild 1909. Hemihyalea battyi ingår i släktet Hemihyalea och familjen björnspinnare. Inga underarter finns listade i Catalogue of Life.